# El monte de los aullidos
El monte de los aullidos es el octavo álbum de estudio del grupo español de rock and roll Fito & Fitipaldis. Será lanzado el 24 de octubre de 2025 a través del sello Warner Music Spain y fue producido por Carlos Raya.
Es el primer álbum del grupo que no contiene ninguna versión de otro artista.
El álbum será presentado en una gira llamada Aullidos Tour, que será realizada en España, comenzará en noviembre de 2025 y finalizará en mayo de 2026.

## Lista de canciones
| N.º | Título                         | Duración |  |
| 1.  | «Los cuervos se lo pasan bien» |          |  |
| 2.  | «El monte de los aullidos»     |          |  |
| 3.  | «Volverá el espanto»           |          |  |
| 4.  | «Como un ataúd»                |          |  |
| 5.  | «A contraluz»                  |          |  |
| 6.  | «La noche más perfecta»        |          |  |
| 7.  | «Marea imparable»              |          |  |
| 8.  | «Una maldita suerte»           |          |  |
| 9.  | «Mentira y verdad»             |          |  |
| 10. | «Ardi» (Instrumental)          |          |  |